# Chirana
Chirana Kalfa o Chirana Hatun (nata Chiara; Venezia, ... – Costantinopoli, ...; fl. 1574 - 1595) è stata una spia veneziana attiva a Costantinopoli, dove lavorò come serva personale di Nurbanu Sultan, madre del sultano ottomano Murad III.

## Biografia
Chiara nacque a Venezia nel XVI secolo. A un certo punto venne reclutata dal Consiglio dei Dieci come spia e inviata a Costantinopoli, dove venne inserita nell'harem di Murad III tramite gli agenti Gazanfer Aga e Cafer Aga, due fratelli rapiti da bambini che erano riusciti a entrare nella cerchia interna di Selim II, padre di Murad. Grazie alla loro protezione, Chiara, ribattezzata Chirana, riuscì a scalare i ranghi fino a divenire, nel 1574, la serva personale della madre di Murad, la potente Nurbanu Sultan.  
Insieme alla kira Esther Handali, Chirana formò una fazione di corte dedita a influenzare Nurbanu a una politica filo-veneziana, sfruttando il fatto che la stessa Nurbanu dichiarava origini veneziane. Chirana raggiunse un alto grado di influenza e corrispondeva regolarmente con il Consiglio dei Dieci a Venezia, da riceveva frequenti e cospicue tangenti e altri beni di lusso. 
Dopo la morte di Nurbanu nel 1583, di lei si perdono le tracce, anche se è possibile che abbia continuato a svolgere il suo ruolo sotto Safiye Sultan, favorita di Murad III e madre del futuro Mehmed III. Nel 1591, si aggiunse a lei Beatrice Michiel, sorella di Gazanfer e Cafer, che divenne una forte alleata contro Esperanza Malchi, una delle più strette confidenti di Safiye nonché agente anti-veneziana.